# Рагун-Јесниц
Рагун-Јесниц (њем. Raguhn-Jeßnitz) град је у њемачкој савезној држави Саксонија-Анхалт. Једно је од 10 општинских средишта округа Анхалт-Битерфелд. Према процјени из 2010. у граду је живјело 10.181 становника. Посједује регионалну шифру (AGS) 15082301.

## Географски и демографски подаци
Рагун-Јесниц се налази у савезној држави Саксонија-Анхалт у округу Анхалт-Битерфелд. Град се налази на надморској висини од 76 метара. Површина општине износи 97,1 km². У самом граду је, према процјени из 2010. године, живјело 10.181 становника. Просјечна густина становништва износи 105 становника/km².